# North West Leicestershire (circonscription britannique)
La circonscription de North West Leicestershire  est une circonscription située dans le Leicestershire, et représentée à la Chambre des communes du Parlement britannique depuis 2010 par Andrew Bridgen du Parti conservateur.